# Beni Khedache (délégation)
Beni Khedache est une délégation tunisienne dépendant du gouvernorat de Médenine.
| Hommes | Classe d’âge | Femmes |
| ------ | ------------ | ------ |
| 844    | 75 ou +      | 750    |
| 1 566  | 60-74 ans    | 1 983  |
| 1 904  | 45-59 ans    | 2 665  |
| 2 301  | 30-44 ans    | 3 733  |
| 1 828  | 15-29 ans    | 2 634  |
| 3 280  | 0-14 ans     | 3 359  |